# Jodean Williams
Jodean Williams (* 11. November 1993) ist eine jamaikanische Sprinterin, die sich auf den 200-Meter-Lauf spezialisiert hat.

## Sportliche Laufbahn
Erste internationale Erfahrungen sammelte Jodean Williams Zentralamerika- und Karibikjuniorenmeisterschaften 2012 in San Salvador, bei denen sie in 24,07 s die Bronzemedaille über 200 Meter gewann. Anschließend schied sie bei den Juniorenweltmeisterschaften in Barcelona mit 23,94 s im Halbfinale aus. 2015 belegte sie bei den NACAC-Meisterschaften in San José in 23,12 s den sechsten Platz und 2017 schied sie bei den Weltmeisterschaften in London mit 23,32 s im Halbfinale aus. Im Jahr darauf gewann sie bei den Zentralamerika- und Karibikspielen in Barranquilla in 22,96 s die Bronzemedaille über 200 Meter hinter ihrer Landsfrau Shashalee Forbes und Semoy Hackett aus Trinidad und Tobago. Anschließend gelangte sie bei den NACAC-Meisterschaften in Toronto mit 23,19 s auf den vierten Platz. Bei den World Athletics Relays 2024 in Nassau wurde sie in 42,74 s Erste im B-Lauf in der 2. Qualifikationsrunde über 4-mal 100 Meter für die Olympischen Spiele in Paris und sicherte somit dem jamaikanischen Team einen Startplatz. Im Jahr darauf schied sie bei den Hallenweltmeisterschaften in Nanjing mit 7,22 s im Halbfinale im 60-Meter-Lauf aus.

## Persönliche Bestzeiten
- 60 Meter: 7,07 s (+0,3 m/s), 1. März 2025 in Spanish Town
- 100 Meter: 11,01 s (+0,9 m/s), 27. Juni 2024 in Kingston
- 200 Meter: 22,69 s (+1,0 m/s), 13. Juli 2024 in Kortrijk